# Бетани (Западна Вирџинија)
Бетани (енгл. Bethany) град је у америчкој савезној држави Западна Вирџинија.

## Демографија
По попису из 2010. године број становника је 1.036, што је 51 (5,2%) становника више него 2000. године.
| Група             | 2000.       | 2010.       |
| Белци             | 925 (93,9%) | 910 (87,8%) |
| Афроамериканци    | 32 (3,2%)   | 76 (7,3%)   |
| Азијати           | 9 (0,9%)    | 5 (0,5%)    |
| Хиспаноамериканци | 7 (0,7%)    | 26 (2,5%)   |
| Укупно            | 985         | 1.036       |